# Jätteutter
Jätteutter (Pteronura brasiliensis) är ett mårddjur som lever i sydamerikanska regnskogar.
Den förekommer i floder som Amazonfloden, Orinoco, São Francisco och Paranáfloden. Jätteutterns kroppslängd, med svansen inräknad, ligger ungefär på två meter och med sin vikt på upp till 34 kg är den i särklass störst bland uttrarna.
Till skillnad från den europeiska uttern är jätteuttern dagaktiv. Den lever i grupper på fem till åtta djur, i sällsynta fall i stora grupper på upp till tjugo individer. Jätteuttern jagar gärna i flock genom att flockmedlemmarna driver bytet mot varandra. Huvudfödan utgörs av fisk men de äter även möss, ägg och vattenlevande fåglar. 
Två gånger per år föder honan en till fem ungar vilket är en anpassning till det höga predationstrycket från exempelvis jaguar och kajman. Efter tio månader är ungdjuren lika stora som föräldrarna och efter två år är de könsmogna. Jätteuttern kan bli upp till tio år gammal.
I jätteutterns utbredningsområde finns ytterligare en art av utter − neotropisk flodutter (Lontra longicaudis) − som till utseende och beteende liknar den europeiska uttern.

## Utseende och anatomi

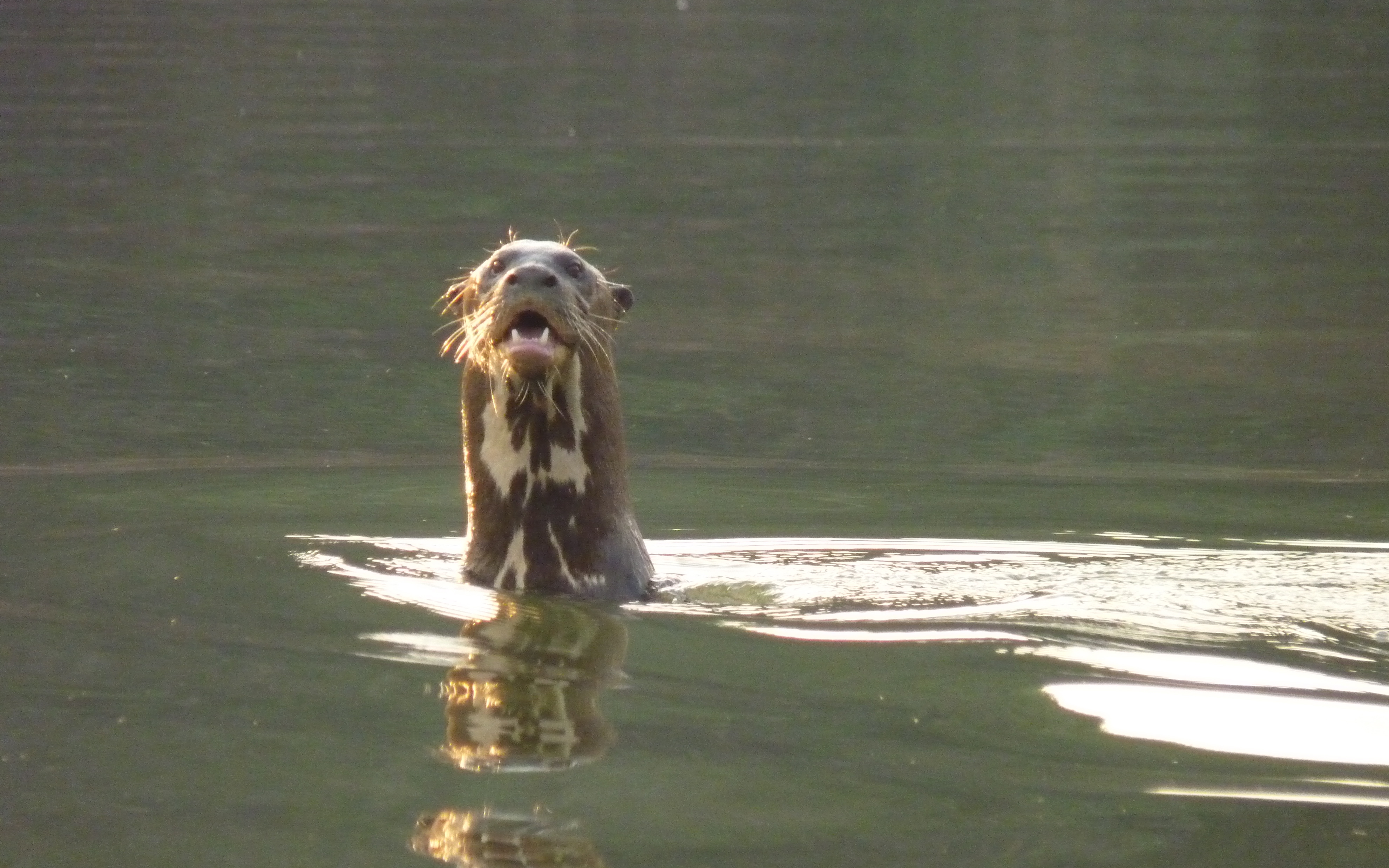
Utter som visar upp sin arttypiska halsteckning.

De flesta honor är med en totallängd, det vill säga inklusive svans, av 1,5−1,7 meter bara lite kortare än hannarna som når en längd av 1,5−1,8 meter, men honorna är lättare med sin vikt på 22−26 kilogram, medan hanar väger 26−32 kilogram. Den tillplattade svansen är något längre än hälften av övriga kroppslängden, det vill säga huvud och bål. I motsats till neotropisk flodutter har arten fullt utvecklad simhud mellan tårna fram till klorna. Pälsens färg kan vara kastanjebrun, ljust rödbrun som hos en rådjurskid, rödaktig eller mörkgrå. Typiskt är mer eller mindre kraftiga vita fläckar på strupen.
Jätteuttern har i överkäken, per sida tre framtänder, en hörntand, fyra premolarer och en molar. I underkäken finns samma antal fram- och hörntänder samt per sida tre premolarer (eller i undantagsfall två) och två molarer. En vanlig tanduppsättning omfattar 36 tänder.
Ungarnas kön kan bestämmas vid tre dagars ålder genom att jämföra avståndet mellan könsöppningen och analöppningen. Avståndet är för hannar cirka åtta gånger större än för honorna.

## Utbredning
Jätteuttern finns i stora flodsystem i Sydamerika från Guyana till Uruguay upp till en höjd av ungefär 1 000 meter över havet. I Bolivia beräknas populationen av jätteutter bestå av 350 individer, varav de flesta förekommer i nationalparker. Jätteuttern har försvunnit från den södra delen av Brasilien med undantag av isolerade populationer i Amazonflodens avrinningsområde; 80 uttrar har observerats i Jauaperifloden. Colombia, Guyana, och Surinam har de mest livskraftiga populationerna. I Orinoquiaregionen i Colombia observerades en grupp om åtta individer år 2002. I Ecuador har man funnit jätteutter i isolerade områden. I Franska Guyana kan jätteutter finnas i det inre av landet. I Bolivia finns små populationer av jätteutter i nationalparker. I Ecuador och Peru finns jätteuttern öster om Anderna, med populationer i isolerade bifloder till Amazonfloden. Åtta uttrar sågs nära Tapichefloden 2014. I Paraguay finns populationer i Paraguayfloden och i Pranafloden, samt kvarlevande populationer på andra platser. Jätteuttern är antagligen nationellt utdöd i Uruguay och Argentina. I Venezuela finns små populationer i skyddade områden.

## Ekologi

### Fortplantning
Dräktigheten varar i 52–70 dagar. I fångenskap är tiden mellan födslarna i genomsnitt 180−214 dagar. Kullstorleken är 1–5 ungar med ett genomsnitt på två ungar. De nyfödda ungarnas födelsevikt är 0,20 kg. Efter två veckor kan ungarna flyta och simma med svansen i luften. Ögonen öppnas vid en månads ålder. Efter 6–8 månader är ungarna redo att simma självständigt. Deras första försök att fånga byten börjar efter 2,6 månader. Avvanda och självständiga blir ungarna efter 4–9 månader. När ungarna är halvvuxna brukar de simma i mitten av flocken.

### Föda

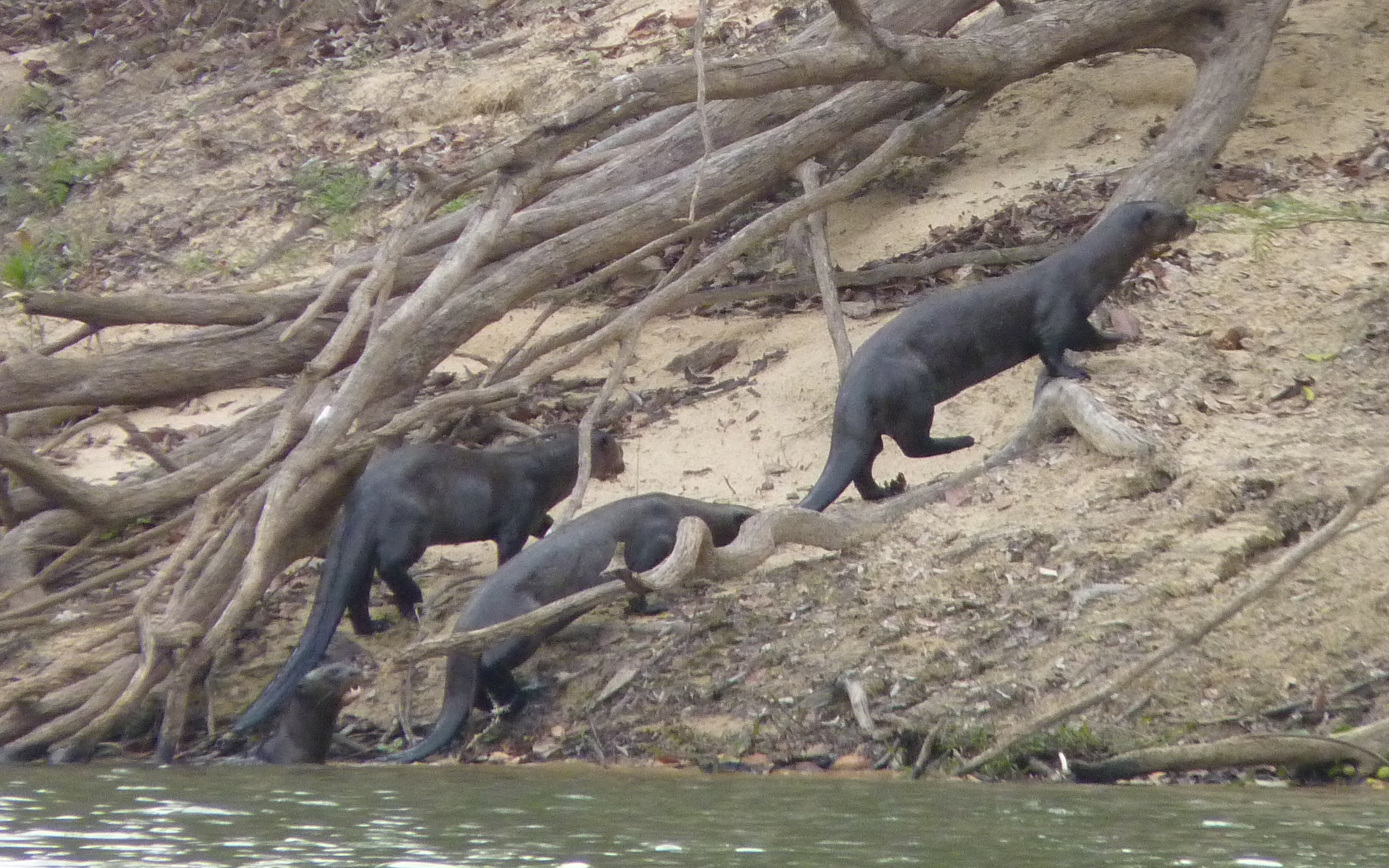
Fyra individer på en flodbank i Cantão State Park, i centrala Brasilien.

Jätteuttern lever huvudsakligen av fisk, speciellt när fisk koncentreras till små områden under torka, men den fångar också gärna kräftdjur, blötdjur och landbaserade ryggradsdjur. Studier av gemensamma latriner i den brasilianska delen av Amazonområdet har avslöjat att abborrartade fiskar var det vanligaste bytet, följt av laxkarpar. Jätteutterns avföring vid kraftverksdammen Balbina i Brasilien innehåller ofta rester av pirayor.
Torka kan ha medfört att jätteuttrar har ätit kajmaner i Pantanals våtmarker. Jätteuttern äter genast upp det den fångar. Fisken äts med huvudet först. Under vattnet söker jätteuttern byte runt stenar och sjunket trä och gräver i bottenslammet. En undersökning i Brasilien har visat att det genomsnittliga dagliga födointaget för jätteuttern är 2,29 kilogram för en vuxen hona och 1,52 kilogram för en ung hanne. Den genomsnittliga tid det tog för jätteuttrar att smälta sin föda var 3,13 timmar för tre undersökta uttrar.

### Interaktion med andra arter
I Guyana är jaguar, anakondor, kajmaner, rovfåglar (exempelvis harpyja) och stora ormar (som buskmästare) möjliga predatorer av jätteutter. Däremot kan jätteuttrar mobba jaguarer och tvinga dem att lämna området.
I Surinam lever jätteuttern och den neotropiska floduttern säsongsvis i samma områden och kanske året runt i åtskilligas flodsystem. Dock skiljer sig deras diet åt i fråga om sammansättning och bytesstorlek. Jätteuttern äter större fiskar, medan neotropisk flodutter har en mer varierad kosthållning. Också i Brasilien har en studie visat att den neotropiska uttern har ett stort ekologiskt område som omsluter ett mindre område där jätteuttern lever. Den neotropiska uttern förknippas där med djupa, breda flodfåror och jätteuttern med bäckar.
En nära anknytning har observerats mellan jätteutter och amazondelfin i Colombia. Jätteuttern föredrar att fiska nära flodbankar medan delfinerna fiskar 1–5 meter bort. De två arterna simmar ibland uppströms tillsammans, med ett kort avstånd emellan sig.

### Sjukdomar och parasiter
Jätteuttern är mycket mottaglig för parvovirus och andra sjukdomsalstrande mikroorganismer, som kan överföras av hundar. Uttrar som söker efter partners är potentiella vektorer för överföring av dessa sjukdomar. En tredjedel av jätteuttrarna i en infångad population har testats positiva för bakterien Salmonella aberdeen.
Trots att 21 av 26 köttätande djur i Brasilien hade dessa arter av fästingar: Amboyomma, Boophilus microplus, Dermacentor nitens, Ixodes aragaoi och Rhipicephalus sanguineus, var jätteuttern en av de fem arter som inte hade dessa fästingar. Man har funnit ett fall där en fästingsnymf av arten (Amblyomma cajennense), hade fäst sig på underläppen på en jätteutter. Endoparasiter är Alaria clathrate, Alaria pseudoclathrata, Anchlostoma, Baschkirovitrema incrassatum, Cryptocotyle thapari, Cryptosporidium, Diphyllobothrium, Diplostomum alarioides, Dirofilaria, D. spectans, Galeiceps longispiculum, Molineus major, Paragonimus rudis, Strongyloides, Subulura amazonica, Subulura interrogans.

## Jätteuttern och människan

### Status och hot
Internationella naturvårdsunionen (IUCN) listar jätteuttern som starkt hotad (EN). I Guyana listas jätteuttern under Species Protection Regulations (Reglemente för skydd av arter).
De största hoten mot jätteuttern är förlust av habitat, illegal jakt, tungmetallsföroreningar, överfiske samt stress på grund av turism. Det finns farhågor om att utvinning av guld med hjälp av kvicksilver och metylkvicksilver medför förhöjda koncentrationer av dessa tungmetaller i de vatten där jätteuttern lever. Jätteuttern trivs i obefolkade områden, och hotas när områden befolkas. En undersökning som gjordes 2015 av tre platser nära nationalparken Amapá i Brasilien visade att närvaron av P. brasiliensis minskade eller upphörde när mänsklig bebyggelse och båtar ökade.

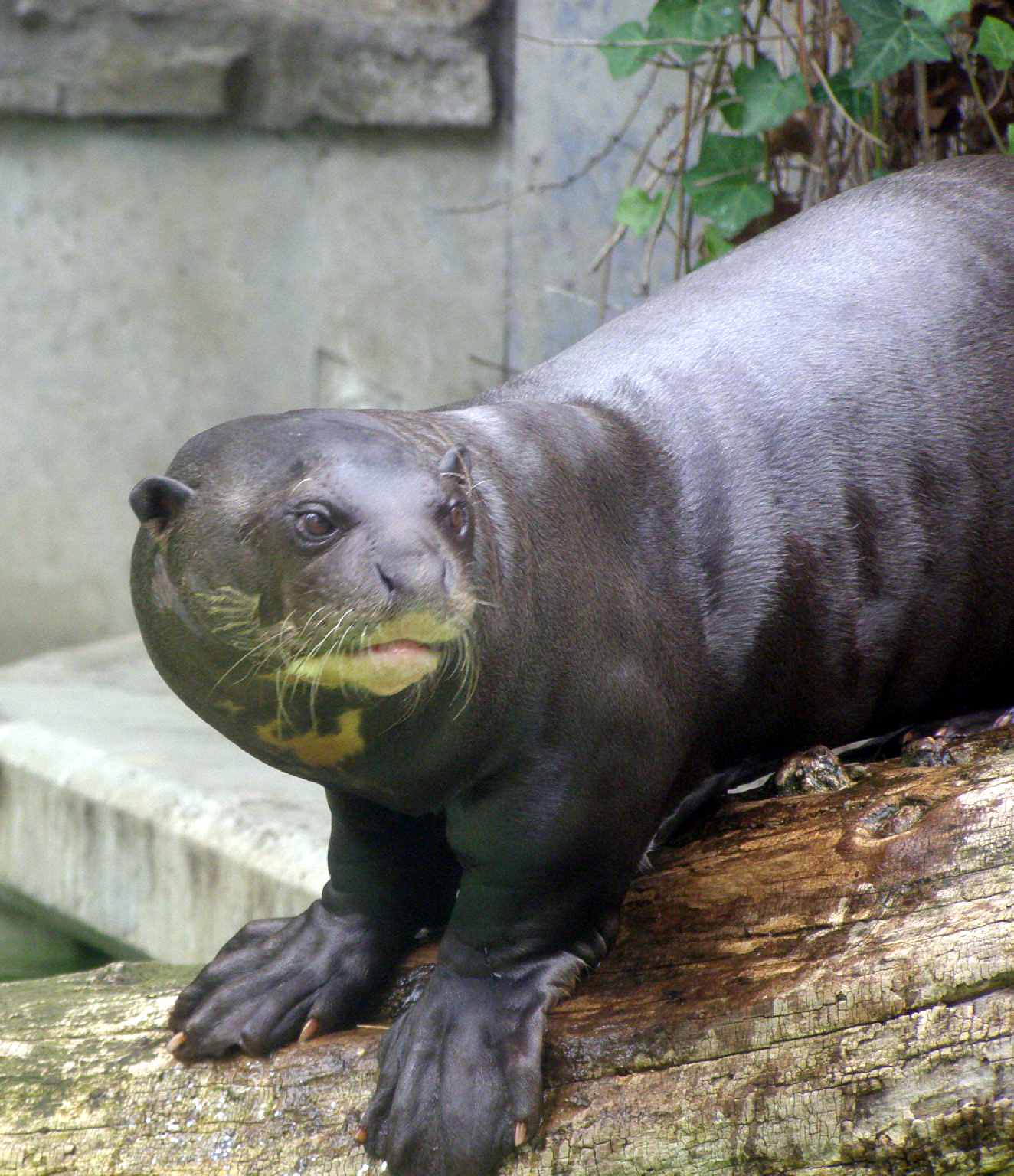
Jätteutter på ett zoo i Antwerpen.

Illegal försäljning av skinn utgör fortfarande ett hot. Historiska data visar att nästan 20 000 skinn exporterades från brasilianska Amazonas mellan 1960 och 1969 och från Amazonas i Peru exporterades 24 000 skinn. 1989–1990 hittades 240 skinn av jätteutter i en lagerbyggnad i Argentina.
Jätteuttern anses konkurrera med människan om fisk och för att den förstör fisknät. Jätteutterns kött används ibland som bete vid fångst av  sköldpaddor.

### Som djurparksart
Utanför Sydamerika finns bara ett fåtal jätteuttrar i djurparker. 1881 började Zoo Leipzig som första djurpark i Europa att hålla en jätteutter och sedan 2009 har parken åter jätteuttrar i beståndet. Parken Zoo i Eskilstuna är den enda djurparken i Sverige som håller jätteutter. De första lyckade födslarna av jätteuttrar utanför Sydamerika dokumenterades 1990 vid Hagenbecks djurpark i Hamburg och vid djurparken i Philadelphia, USA. Framgångsrik avel har även skett i Zoo Doue la Fontaine i Frankrike och Zoo Duisburg.

### Webbkälla
”Mammalian Species, Pteronura brasiliensis”. Oxford Academics. 8 september 2017. https://academic.oup.com/mspecies/article/49/953/97/4107303.